# 常総戦隊ヤブレンジャー
常総戦隊ヤブレンジャー（じょうそうせんたい - ）とは、常総（千葉県・茨城県）を中心として、有名無名の城郭を訪問し、インターネット上で紹介する城郭研究者集団である。
茨城城郭研究会の名義で著作を刊行した。執筆者には、常総戦隊ヤブレンジャーのメンバーのほかに、インターネットで知り合った茨城・千葉の有志がいる。
余湖浩一はじめメンバー各人は自前のホームページをもち、それぞれの成果を公表している。

## 著作
- 茨城城郭研究会『図説 茨城の城郭』（改訂版）国書刊行会、2017年（原著2006年）。ISBN 978-4336061539。
- 茨城城郭研究会『続・図説 茨城の城郭』国書刊行会、2017年。ISBN 978-4336061768。